# Lourdes Cuesta
María de Lourdes Cuesta Orellana (Cuenca) es una política ecuatoriana. Ha ejercido el cargo de Asambleísta por la Provincia del Azuay en la Asamblea Nacional, cargo para el cual se ha postulado a la reelección por el Partido Social Cristiano.

## Biografía
Llegó a la Asamblea Nacional en 2017 bajo el auspicio del Movimiento CREO en representación de la provincia del Azuay. Integró la comisión de Justicia y Estructura del Estado. En abril de 2019 se desafilió de dicha organización política para actuar como asambleísta independiente. En diciembre de dicho año fue una de las proponentes interpelantes a María Paula Romo, ministra de Gobierno, para un juicio político en la asamblea; dicha moción fue aceptada apenas diez meses después. Dicha proposición incluía como causales de juicio político declaraciones donde Romo admitió haber usado bombas lacrimógenas en centros de paz, es decir, centros universitarios en medio de las revueltas de las manifestaciones en Ecuador de 2019.
Durante la pandemia de COVID-19 en el país, fue una de las asambleístas que exigió el detalle de atención por parte del Ministerio de Salud Pública a los ciudadanos directamente a Juan Carlos Zevallos, ministro en funciones. Dicho reclamo se hizo mediante un proyecto de resolución que fue aceptado en una votación de 121 votos afirmativos entre 123 asambleístas presentes en el mes de agosto.